# Georg Heinrich Mettenius
Georg Heinrich Mettenius, né le 24 novembre 1823 à Francfort-sur-le-Main et mort le 18 août 1866 à Leipzig, est un botaniste allemand. Il était le gendre du botaniste Alexander Braun.

## Biographie
Mettenius est issu d'une famille aisée de commerçants. Il obtient son doctorat de médecine en 1845 à l'Université d'Heidelberg. Sur les conseils de Georg Fresenius il commence des études de botanique ; il entreprend en 1846 un voyage d'études qui le mène à Heligoland, Berlin, Vienne et l'Adriatique. Il se fait une spécialité des algues marines de Fionie et d'Heligoland.
De retour en Allemagne en 1848 après la mort de son père, il recherche une habilitation de botanique en tant que Privatdozent à Heildelberg. Il est ensuite nommé en 1850 professeur de botanique à l'université de Freiburg. Il devient professeur en titre de l'université de Leipzig en 1852 ainsi que directeur de son jardin botanique, succédant à Gustav Kunze (1793-1851). À Fribourg et à Leipzig il est directeur du jardin botanique. Il est, à 42 ans, l'une des premières victimes de l'épidémie de choléra.
Ce sont surtout les travaux de Mettenius sur les fougères qui font autorité.

## Publications (liste partielle)
Sauf mention contraire, les ouvrages de Mettenius sont en allemand.
- Beiträge zur Kenntniss der Azollen, 1836, 18 p.
- De Salvinia, 1845 — Thèse
- (la) Azolla nilotica de Caisne, Vienne, 1845 https://dx.doi.org/10.5962/bhl.title.15759
- Beiträge zur Kenntniss der Rhizocarpeen, Francfort-sur-le-Main, S. Schmerber'schen Buchhandlung, 1846
- Beiträge zur Botanik, Heidelberg, E. Mohr, 1850 En ligne : cahier 1
- (la + de) Filices horti botanici lipsiensis : die Farne des botanischen Gartens zu Leipzig, Leipzig, Voss, 1856
- (avec R. Hohenacker, éditeur scientifique) Filices Lechlerianae Chilenses ac Peruanae, Lipsiae (Leipzig), L. Voss, 1856-1859 (vol. 1 en latin, vol. 2 en allemand) — Sur Gallica : vol. 1 ; vol. 2
- Über einige Farngattungen - Abgedruckt aus den Abhandlungen der Senckenbergischen Naturforschenden Gesellschaft zu Frankfurt am Main, Francfort-sur-le-Main, H.L. Brönner, 1857-1859
- Über den Bau von Angiopetris, Aus den Abhandlungen der mathematisch-physischen Classe der Königlich Sächsischen Gesellschaft der Wissenschaftern, vol. VI, Leipzig, Hirzel, 1863
- Über die Hymenophyllaceae - Abhandlungen der mathematisch-physischen Classe der Königlich Sächsischen Gesellschaft der Wissenschaften. vol. VII, Leipzig, S. Hirzel, 1864
- (avec d'autres) Reise der österreichischen Fregatte Novara um die Erde in den Jahren 1857, 1858, 1859 unter den Befehlen des Commodore B. von Wüllerstorf-Urbair, Botanischer Theil, Erster Band: Sporenpflanzen, Vienne, 1870
- Alexander Braun's Leben nach seinen handschriftlichen Nachlass, Berlin, Reimer G., 1882

## Espèces dédiées à Mettenius
Les noms de la famille Metteniusaceae et du genre botanique Metteniusa (par Gustav Hermann Karsten) lui ont été dédiés, ainsi que de nombreuses espèces.